# Dennis Taylor
 Dennis Taylor  va ser un pilot de curses automobilístiques britànic que va arribar a disputar curses de Fórmula 1.
Taylor va néixer el 12 de juny del 1921 a Sidcup, Kent, Anglaterra i va morir el 2 de juny del 1962 en un accident disputant una cursa a Montecarlo, Mònaco.

## A la F1
Va debutar a la cinquena cursa de la temporada 1959 (la desena temporada de la història) del campionat del món de la Fórmula 1, disputant el 18 de juliol del 1959 el GP de la Gran Bretanya al Circuit d'Aintree.
Dennis Taylor va participar en una única prova puntuable pel campionat de la F1, no aconseguint classificar-se per disputar la cursa i no assolí cap punt pel campionat del món de pilots.

## Resultats a la Fórmula 1
| Any  | Equip         | Xassís | Motor  | 1   | 2   | 3   | 4   | 5       | 6   | 7   | 8   | 9   | Posició | Punts |
| ---- | ------------- | ------ | ------ | --- | --- | --- | --- | ------- | --- | --- | --- | --- | ------- | ----- |
| 1959 | Dennis Taylor | Lotus  | Climax | MON | 500 | HOL | FRA | GBR NVQ | ALE | POR | ITA | USA | -       | 0     |

### Resum
| Curses: | Victòries: | Pòdiums: | Poles: | Voltes ràpides: | Punts: |
| ------- | ---------- | -------- | ------ | --------------- | ------ |
| 1       | 0          | 0        | 0      | 0               | 0      |